# Passiflora pectinata
Passiflora pectinata Griseb. – gatunek rośliny z rodziny męczennicowatych (Passifloraceae Juss. ex Kunth in Humb.). Występuje naturalnie na Bermudach, Bahamach, Turks i Caicos oraz haitanskiej wyspie Tortuga. 

## Morfologia
PokrójZdrewniałe, trwałe, nagie liany.
LiściePotrójnie klapowane, ścięte u podstawy. Mają 4–7 cm długości oraz 3–6 cm szerokości. Mają drobne, zaokrąglone ząbki, z ostrym wierzchołkiem. Ogonek liściowy jest nagi i ma długość 10–20 mm. Przylistki są skrzydlate.
KwiatyPojedyncze. Działki kielicha są liniowe lub lancetowate, białawe, mają 2,5–3,5 cm długości. Płatki są liniowe, białe, mają 2,5–3,8 cm długości. Przykoronek ułożony jest w dwóch rzędach, biały, ma 2–8 mm długości.
OwoceSą prawie kulistego kształtu. Mają 2–3 cm średnicy.